# Vanja Stambolova
Vanja Stambolova (bolgarsko Ваня Стамболова), bolgarska atletinja, * 28. november 1983, Varna, Bolgarija.
Nastopila je na olimpijskih igrah leta 2012, kjer je odstopila v prvem krogu teka na 400 m z ovirami. Na svetovnih dvoranskih prvenstvih je osvojila srebrno in bronasto medaljo v teku na 400 m, evropskih prvenstvih pa naslov prvakinje v teku na 400 m leta 2006 in srebrno medaljo v teku na 400 m z ovirami leta 2010. Leta 2007 je prejela dvoletno prepoved tekmovanja zaradi dopinga.